# Дубрівка (Житомирський район)
Дубрівка (колишня Дібрівка) — село в Україні, у Брусилівській селищній територіальній громаді Житомирського району Житомирської області. Населення становить 122 особи (2001).

## Історія
Село виникло у 18 столітті. Назва походить від слів «дуб» та «рів». Хоча, вірогіднішою є версія про походження назви села від невеликої діброви (тобто дібрівки), що росла поруч із селом.
У 1923—54 роках — адміністративний центр Дубровської сільської ради Брусилівського району.
До середини XX ст. носило назву Дубрівка, згодом вживалася назва Дібрівка.
До 28 грудня 2016 року село входило до складу Яструбеньківської сільської ради Брусилівського району Житомирської області.
13 березня 2018 року Дібрівка перейменована на Дубрівку.

## Відомі люди
- Опанасюк Олексій Євменович (1936—2011) — український письменник.
- Протор'єва Надія Юхимівна (1926—2005) — українська майстриня художньої кераміки.